# Arnaud Moto
Arnaud William Adala Moto (Yaoundé, 29 giugno 1993) è un cestista camerunese.

## Carriera
Con il Camerun ha disputato due edizioni dei Campionati africani (2015, 2017).

## Palmarès
- McDonald's All-American Game (2012)